# Annemarie C. Mayer

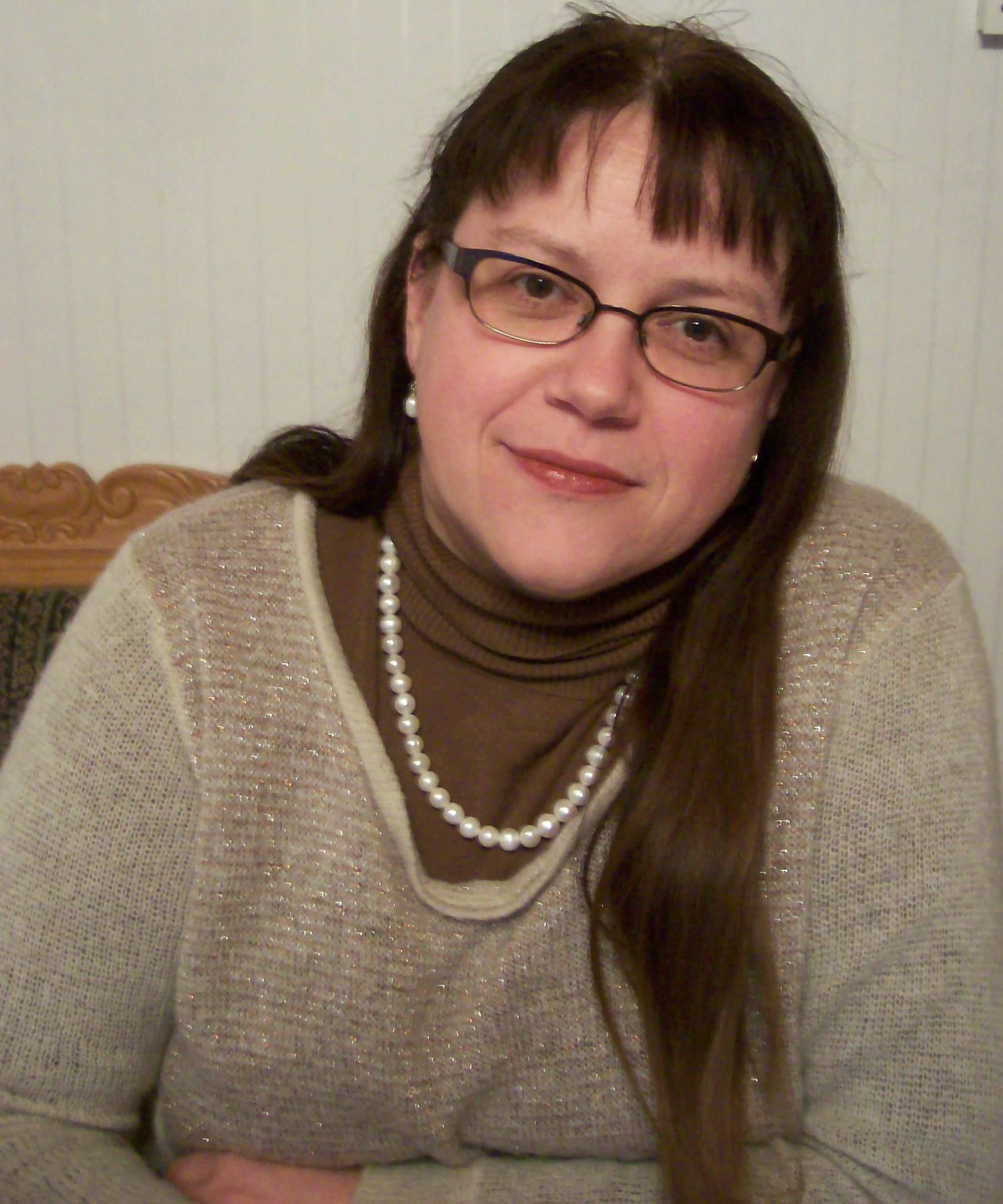
Annemarie C. Mayer

Annemarie C. Mayer (* 1967 in Weingarten, Württemberg) ist eine römisch-katholische Theologin und Hochschullehrerin. Sie war Professorin für Systematische Theologie (Dogmatik und Fundamentaltheologie) und Religionswissenschaft an der Katholischen Universität Löwen (Belgien). Seit Oktober 2021 ist sie Professorin an der Theologischen Fakultät Trier.

## Tätigkeit
Ihr Lehrstuhl ist für "Theology, Religion and Contemporary Culture". Ihre Forschungsinteressen erstrecken sich auf Trinitätstheologie, Christologie und Gotteslehre quer durch die Jahrhunderte, auch im Licht anderer monotheistischer Religionen, auf Polemik, Kontroverstheologie und Dialog der Religionen im Mittelalter, besonders bei Raimundus Lullus (Ramon Llull), auf Theologie der Religionen, verschiedene moderne Ansätze interreligiösen Dialogs und zeitgenössische Entwicklungen im katholisch-muslimischen Dialog. Ferner forscht sie zum Thema 'Kirche als Ort der Glaubensvermittlung in post-säkularen Kontexten', zur Analyse der sich ändernden kirchlichen Landschaft in Europa und weltweit und zu Mission und Sendung der Kirche heute. Ihr Interesse für Ekklesiologie in ökumenischer Perspektive ist gepaart mit Untersuchungen zu ökumenischer Hermeneutik, zum Ökumenischen Rat der Kirchen, zu den bilateralen Dialogen der katholischen Kirche mit Kirchen der Reformation, Rechtfertigungslehre und Soteriologie im lutherischen und reformierten Kontext.
Bis 2013 war sie Konsultorin der römisch-katholischen Kirche beim Ökumenischen Rat der Kirchen (Weltkirchenrat) in Genf, wo sie auf dem Gebiet der Weltmission und Evangelisierung arbeitete. Sie war Mitglied der 9. Gemeinsamen Arbeitsgruppe zwischen Katholischer Kirche und Ökumenischem Rat der Kirchen. Im November 2013 war sie Mitglied der Vatikanischen Delegation bei der 10. Vollversammlung des Ökumenischen Rates der Kirchen in Busan (Republik Korea). Als einzige Frau weltweit auf katholischer Seite war sie Mitglied der Internationalen Reformiert-Katholischen Dialogkommission (4. Phase: Justification and Sacramentality: The Christian Community as an Agent for Justice).
Derzeit koordiniert sie katholischerseits die Untergruppe zu Friedensarbeit der 10. Gemeinsamen Arbeitsgruppe zwischen katholischer Kirche und dem Ökumenischen Rat der Kirchen und ist kooptiertes Mitglied der Commission Nationale Catholique pour l‘Œcumenisme der belgischen Bischofskonferenz. Seit März 2018 ist sie Canon of Honour der anglikanischen Kathedrale von Chichester, U.K. Im März 2019 hat die Académie Internationale des Sciences Religieuses (A.I.S.R.) sie zum Mitglied gewählt.
Sie ist Hauptherausgeberin der Zeitschrift Louvain Studies und Herausgeberin der Reihe Leuven Theological and Pastoral Monographs. Im Herausgebergremium der Zeitschrift Ephemerides Theologicae Lovanienses ist sie zuständig für den Bereich systematische Theologie, zusammen mit Joseph Famerée und Olivier Riaudel aus Louvain-la-Neuve. Zusammen mit Sven-Erik Brodd, Christine Hall und Daniel Inman ist sie academic editor beim International Journal for the Study of the Christian Church. Bei der online-Zeitschrift Religions ist sie seit 2020 im Herausgebergremium und seit 2024 Schriftleiterin der Trierer Theologischen Zeitschrift.
Neben der Theologie studierte sie Griechische und Lateinische Philologie in Tübingen, Oxford und Rom. Ihre Promotion erfolgte im Themenbereich der ökumenischen Hermeneutik, die Habilitation zum interreligiösen Dialog im Mittelalter auf der Iberischen Halbinsel. Ihre Forschungsinteressen konzentrieren sich auf die Ekklesiologie im ökumenischen Kontext. Zu ihren Fachbereichen zählen interreligiöser Dialog, Ökumenische Forschung, Ökumenische Theologie und Dogmatik.
Sie lehrte Fundamentaltheologie an der Universität Fribourg in der Schweiz. Bis 2010 lehrte sie am Institut für Ökumenische Forschung der Katholisch-Theologischen Fakultät der Universität Tübingen und an der Universität Stuttgart-Hohenheim. Seit dem Wintersemester 2021/2022 lehrt sie an der Theologischen Fakultät der Universität Trier Dogmatik und Dogmengeschichte.
Von 2008 bis 2013 war sie Beiratsmitglied der Arbeitsgemeinschaft deutschsprachiger Dogmatiker und Fundamentaltheologen. Sie arbeitet in folgenden nationalen und internationalen Forschergruppen mit: interdisziplinäres Centre for the Study of Religion and Worldview (Kosmoi), Louvain Centre for Eastern and Oriental Christianity (LOCEOC), Centre for the Study of the Second Vatican Council, Cardinal Willebrands Research Centre.
2011 war sie eines der katholischen Delegationsmitglieder des 2. Seminars des Katholisch-Muslimischen Forums.
2013 war sie Mitglied des Islamic-Catholic Lisaison Committee des Päpstlichen Rats für den Interreligiösen Dialog. 2017 war sie katholische Delegierte des gemeinsamen Dialogkommittees zwischen dem al-Azhar al Sharif Centre for Dialogue, Kairo, Ägypten, und dem päpstlichen Rat für interreligiösen Dialog zum Thema "The role of al-Azhar al Sharif and of the Vatican in countering the phenomenon of fanaticism, extremism and violence in the name of religion".

## Schriften (Auswahl)
- Sprache der Einheit im Epheserbrief und in der Ökumene. Mohr Siebeck, Tübingen 2002 (Dissertation).
- Drei Religionen – ein Gott? Ramon Llulls interreligiöse Diskussion der Eigenschaften Gottes. Herder, Freiburg i.Br. 2008 (Habilitation).
- (mit Udo Bredow): Der Mensch – das Mass aller Dinge? 14 Antworten grosser Denker. Primus Verlag, Darmstadt 2001.
- Cyprian's notion of unity. In: J. Braun, A. Cameron, M. Edwards [et al.] (Hrsg.): Papers presented at the fifteenth International Conference on patristic studies held in Oxford 2007. Vol. 46.
- (als Hrsg.) The Letter and the Spirit: On the Forgotten Documents of Vatican II (Bibliotheca Ephemeridum Theologicarum LovaniensiumCCXCVII), Leuven: Peeters, 2018.
- Llull and Inter-faith Dialogue, in: Amy M. Austin, Mark D. Johnston (eds.), A Companion to Ramon Llull and Lullism, Leiden: Brill, 2018, 146–175.